# ジャーデン・ケファス

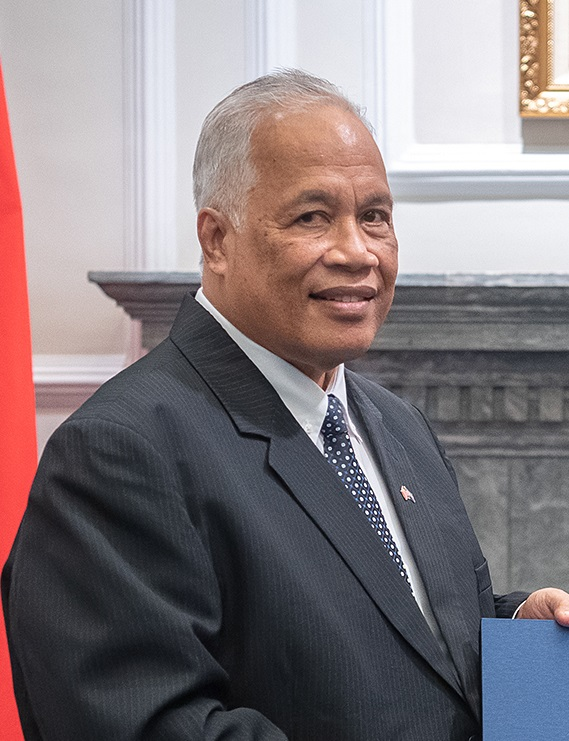
2019年のケファス

ジャーデン・ケファス（ナウル語: Jarden Kephas、繁体字中国語: 凱法斯）は、ナウルの外交官、実業家。

## 経歴
ケファスは、エイギグ・ホールディングス・コーポレーション（英語: Eigigu Holdings Corporation）会長を務めたことがある。
ナウル教育省およびナウル外務省の官僚。国際捕鯨委員会の第63回会合にナウル代表として出席した。
2008年から2018年にかけて在フィジー高等弁務官。2011年3月11日、フィジーの首都スバにおいて在ナウル日本大使の吉澤裕との間で1億円のノン・プロジェクト無償資金協力（NPGA）に関する書簡の交換を行なった。2015年5月27日、スバにおいて在ナウル日本大使の花谷卓治との間で供与額2億円の無償資金協力に関する書簡の交換を行なった。
2019年9月9日、ケファスは蔡英文総統に信任状を捧呈して在中華民国大使（駐台大使）に就任した。
2024年1月15日、中華民国（台湾）がナウルと断交しためケファスが最後の駐台ナウル大使となった。